# Осада Сарагосы (541/542)
Осада Сарагосы — состоявшаяся в 541 или 542 году осада франкскими королями Хильдебертом I и Хлотарем I принадлежавшей Вестготскому королевству Сарагосы.
Об осаде Сарагосы 541 или 542 года сообщается в нескольких раннесредневековых нарративных источниках: «Сарагосской хронике», «Истории франков» Григория Турского и «Истории готов, вандалов и свевов» Исидора Севильского.
В 490-х годах между вестготами и франками начались периодически происходившие военные конфликты. С 530-х годов основной целью вторжений франков в вестготские владения была Септимания. В 531 году Хильдеберт I разгромил Амалариха в сражении при Нарбоне и дошёл до Барселоны, но к каким-нибудь значительным территориальным приобретениям эта победа не привела.
Очередной вестгото-франкский военный конфликт произошёл в 541 или 542 году. О его причинах в средневековых источниках не сообщается. Во время войны «бесчисленное» войско франков во главе с «пятью королями» — Хильдебертом I, Хлотарем I и его тремя сыновьями — выступило из Дакса в поход против вестготов. В одном из стихотворений Венанций Фортунат писал, что франки победили васконов, захватили Валькарлос и Памплону, миновали Пиренеи и вторглись в Вестготское королевство. Они разорили Таррагонскую провинцию и дошли до Сарагосы (тогда — Цезаравгусты). Ещё с античности это был один из крупнейших и наиболее укреплённых городов северо-восточной части Римской Испании. Поэтому франки не смогли сразу захватить Сарагосу и были вынуждены начать её осаду, продолжавшуюся 49 дней.
Об обстоятельствах осады Сарагосы в трудах средневековых авторов сообщаются противоречивые сведения. Григорий Турский утверждал, что франки добровольно сняли осаду, когда получили от сарагосцев далматику святого покровителя города Викентия. Якобы, на франкских королей огромное впечатление произвело проведённое осаждёнными вдоль городской стены шествие, во время которого вестготы пели церковные гимны и носили реликвии этого святого. Так как во Франкском государстве не практиковались подобные церемонии, «осаждающие, не понимая, что делают осаждённые, … думали, что они совершают какое-то колдовство». Франки увезли далматику Викентия в Париж, где та стала одним из наиболее почитаемых предметов культа в аббатстве Святого Германа. В «Сарагосской хронике» сообщается, что франки одержали победу: они «вступили в Сарагосу» и «растоптали опустошением почти всю Тарраконскую провинцию». О взятии Сарагосы франками писал и Исидор Севильский. По свидетельству этого автора, когда франки уже возвращались на родину, король Теудис послал против них дукса (герцога) Теудигизела. Вестготы «окружив франкское войско, с большим удивлением одержали над ним победу». Однако затем Теудигизел вступил в переговоры с Хильдебертом I и Хлотарём I и за «большие деньги» открыл проход через Пиренеи на один день и одну ночь. Однако многие из франков так и не смогли избежать гибели: те, «которые предоставленным промежутком времени не сумели воспользоваться, были уничтожены» вестготами.
Вероятно, наиболее близким к истине является повествование Исидора Севильского. Современные историки считают, что причиной этой вестгото-франкской войны вряд ли были завоевательные намерения королей Хильдеберта I и Хлотаря I: скорее всего, они лишь намеревались разграбить такой богатый город, каким в то время была Сарагоса. Предполагается, что франки не имели возможности овладеть штурмом хорошо укреплённым городом. К тому же эта проблема была усугублена разногласиями, возникшими из-за участия в боях священнослужителей, которым церковные каноны запрещали проливать человеческую кровь, а также начавшейся в лагере осаждавших бубонной чумой. Действия же герцога Теудигизела во время осады были направлены на блокировку обратного пути франкам через Перинеи. Скорее всего, пострадавшие от франков васконы оказывали вестготам в этом помощь. Когда же франки предложили Теудигизелу взятку, он согласился отпустить только королей и их приближённых, после ухода которых оставшиеся в Испании франки были уничтожены.
По мнению Ю. Б. Циркина, в сообщениях средневековых хронистов шла речь о двух военных кампаниях: во время похода 541 года франки захватили Сарагосу и с богатой добычей (включавшей далматику святого Викентия) возвратились на родину, а успешные действия Теудегизела должны датироваться уже 542 годом.
После осады Сарагосы 541 или 542 года франки уже не совершали вторжений в испанские владения вестготов.
Во время всего вестготского периода истории Испании Сарагоса играла важную военную роль: в том числе, именно этот город в 653 году безуспешно осаждала возглавлявшаяся Фройей армия мятежников. Также Сарагоса была важным связующим пунктом между Вестготским королевством и Франкским государством: так, сюда в 631 году прибыла посланная Дагобертом I для поддержки восставшего Сисенанда франкская армия.

## Комментарии
1. ↑  Р. Альтамира-и-Кревеа датировал осаду 533 годом[13].